# Zwartmaskerlijstergaai
De zwartmaskerlijstergaai (Trochalopteron affine; synoniem: Garrulax affinis) is een zangvogel uit de familie  Leiothrichidae.

## Verspreiding en leefgebied
Deze soort komt voor van de Himalaya tot Vietnam en telt zes ondersoorten:
- T. a. affine: westelijk en centraal Nepal en aangrenzend zuidelijk Tibet.
- T. a. bethelae: oostelijk Nepal, Bhutan, noordoostelijk India en aangrenzend zuidelijk Tibet.
- T. a. oustaleti: noordelijk Myanmar en zuidwestelijk China.
- T. a. muliense: van zuidwestelijk Sichuan tot noordwestelijk Yunnan (zuidelijk China).
- T. a. blythii: het zuidelijk-centraal China.
- T. a. saturatum: centraal en zuidoostelijk Yunnan (zuidelijk China) en noordwestelijk Vietnam.

## Status
De grootte van de populatie is niet gekwantificeerd maar de soort wordt omschreven als algemeen. Op de Rode lijst van de IUCN heeft deze soort de status niet bedreigd.